# 아프리카검은따오기
아프리카검은따오기(African sacred ibis)는 저어새과에 속하는 물새인 따오기아과의 일종이다. 아프리카 대부분과 이라크, 이란, 쿠웨이트의 작은 지역이 원산지이다. 특히 고대 이집트 종교에서 토트 신과 관련된 역할로 유명하다. 이 종은 현재 이집트에서 멸종되었다.

## 묘사
성체 개체의 몸 길이는 68cm이며 엉덩이에 어두운 깃털을 제외한 전백색의 몸통 깃털이 있다. 날개 길이는 112~124cm, 몸무게는 1.35~1.5kg이다. 수컷이 일반적으로 암컷보다 약간 더 크다.
대머리와 목, 두꺼운 곡선 모양의 부리와 다리는 검은색이다. 흰색 날개는 비행 중인 검은색 뒷면 테두리를 보여준다. 눈은 갈색이며 짙은 빨간색 궤도 고리가 있다. 성별은 비슷하지만 어린 개체는 더러운 흰색 깃털, 작은 부리와 목에 깃털이 있고, 녹색-갈색 견갑골과 기본 덮개에는 검은색이 더 많다.
이 새는 보통 침묵하지만 때때로 목소리 친척인 하다다따오기와 달리 강아지 같은 울음소리를 낸다.

## 분포

### 출생지
아프리카검은따오기는 사하라 이남 아프리카와 이라크 남동부에서 번식합니다. 남아프리카 새 중 일부는 잠비아까지 1,500km 북쪽으로 이주하고, 적도 북쪽의 아프리카 새는 반대 방향으로 이주한다. 이라크 인구는 보통 이란 남서부로 이주하지만, 방랑하는 부랑자는 오만만큼 남쪽으로 멀리, 카자흐스탄과 러시아의 카스피해 연안까지(1945년 이전) 멀리까지 목격되었다.

### 유입
최초의 아프리카검은따오기는 1700년대 중반 이집트에서 프랑스로 수입된 두 마리였다. 1800년대에 유럽 (이탈리아, 오스트리아)에서 최초의 탈출구가 목격되었다. 1970년대에는 유럽과 다른 지역의 많은 동물원에서 새를 자유롭게 날아다니는 식민지에 가두는 것이 유행이 되었고, 이 지역에서는 먹이를 찾을 수 있었지만 매일 동물원에 둥지를 틀었다. 따라서 이탈리아, 프랑스, 스페인, 포르투갈, 네덜란드, 카나리아 제도, 미국 플로리다주, 대만, 아랍에미리트, 바레인에 야생 개체 수가 정착했다.
일부 연구에 따르면 유럽에 유입된 개체군은 경제적, 생태적으로 상당한 영향을 미치는 반면, 다른 연구에 따르면 유럽 토종 조류 종에 심각한 위협이 되지 않는다고 한다.

## 생태학

### 서식지
아프리카검은따오기는 내륙과 해안의 습지와 갯벌에서 서식한다. 물속이나 근처의 나무에 둥지를 튼 것이 좋다. 매우 얕은 습지에서 물을 건너거나 부드러운 토양이 있는 습한 목초지에서 천천히 발을 구르며 먹이를 먹는다. 또한 경작지와 쓰레기 투기장에도 방문할 예정이다.

### 먹이
이 종은 주로 낮에 먹이를 먹는 포식자로, 일반적으로 무리를 지어 먹는다. 먹이는 주로 곤충, 벌레, 갑각류, 연체동물 및 기타 무척추동물과 다양한 물고기, 개구리, 파충류, 작은 포유류 및 부육으로 구성된다. 지렁이와 같은 무척추동물을 위해 긴 부리로 토양을 탐사하기도 한다. 심지어 때로는 씨앗을 먹기도 한다.

## 번식
이 종은 보통 우기에 1년에 한 번 번식한다. 번식기는 아프리카에서 3월부터 8월까지이며, 이라크에서는 4월부터 5월까지이다. 바오밥나무에 막대기 둥지를 짓는다. 이 새는 나무 군집에 둥지를 틀고 황새, 왜가리, 아프리카저어새, 아프리카뱀새, 가마우지와 같은 다른 대형 물떼새와 함께 둥지를 짓는다. 또한 연안 섬이나 버려진 건물에 단일 종 그룹을 형성할 수도 있다. 섬 둥지는 종종 지상에서 만들어진다. 대형 군집은 수많은 하위 군집으로 구성되어 있으며 1,000마리의 새를 수 있다.
암컷은 한 시즌에 1~5개의 알을 낳으며 부모 모두 21~29일 동안 배양한다. 부화 후 한 부모가 처음 7일 동안 계속 둥지에 머무른다. 병아리는 35~40일 후에 부화하고 44~48일 후에 독립하여 부화 후 1~5년 후에 성적 성숙에 도달한다.